# Sea Life Park Hawaii
Le Sea Life Park Hawaii est un océanarium américain situé à Hawaï, sur l'île d'Oahu, à Waimanalo. Le parc a ouvert en 1964, et inclut des installations qui permettent aux visiteurs d'interagir avec les animaux en nageant avec des grands dauphins, des lions de mer et des raies, en faisant un safari marin dans l'aquarium ou en nourrissant des tortues de mer. Le parc a été la propriété de la société mexicaine Dolphin Discovery de 2005 à 2008, avant d'être acheté par Palace Entertainment, la filiale américaine du groupe espagnol Parques Reunidos.

## Installations et faune présentée
L'Hawaiian Reef Aquarium est un bassin de 1 100 mètres cubes qui présente plus de 2 000 animaux des récifs coralliens :des requins, des raies, des tortues et des bancs de poissons tropicaux.
L'Hawaiian Ocean Theater est le principal lieu pour les spectacles, notamment de dauphins, de manchots et de lions de mer. La spectacle est l'occasion d'informer le public sur les techniques de dressage et sur les efforts de conservation du parc.
Le Penguin Habitat présente les manchots de Humboldt, qui prennent part au programme américain pour les espèces menacées.
Les visiteurs peuvent interagir avec les animaux au bassin de nourrissage des tortues marines, au lagon des raies, et dans les bassins de nage avec les lions de mer et de nage avec les dauphins.
Le Dolphin Cove Show est un théâtre de plein air dans lequel les visiteurs peuvent voir des spectacles de dauphins.
Le Sanctuaire d'Oiseaux présente de nombreuses espèces d'oiseaux marins, y compris des frégates du Pacifique, des fous du genre Sula, des puffins et des albatros, dont la plupart sont arrivés au sanctuaire malades ou blessés. Les visiteurs peuvent voir comment ces oiseaux sont entretenus et réhabilités.
Le Hawaiian Monk Seal Habitat  permet aux visiteurs d'observer des phoques moines hawaïens et d'interagir avec les dresseurs avant et après les spectacles.
En 2017, le parc présente ainsi 17 grands dauphins, 2 dauphins hybrides et une fausse orque. L'un des dauphins hybrides, est issu d'un croisement entre un grand dauphin et une fausse orque, l'autre est issu d'un rétrocroisement entre ce premier individu hybride et un grand dauphin.

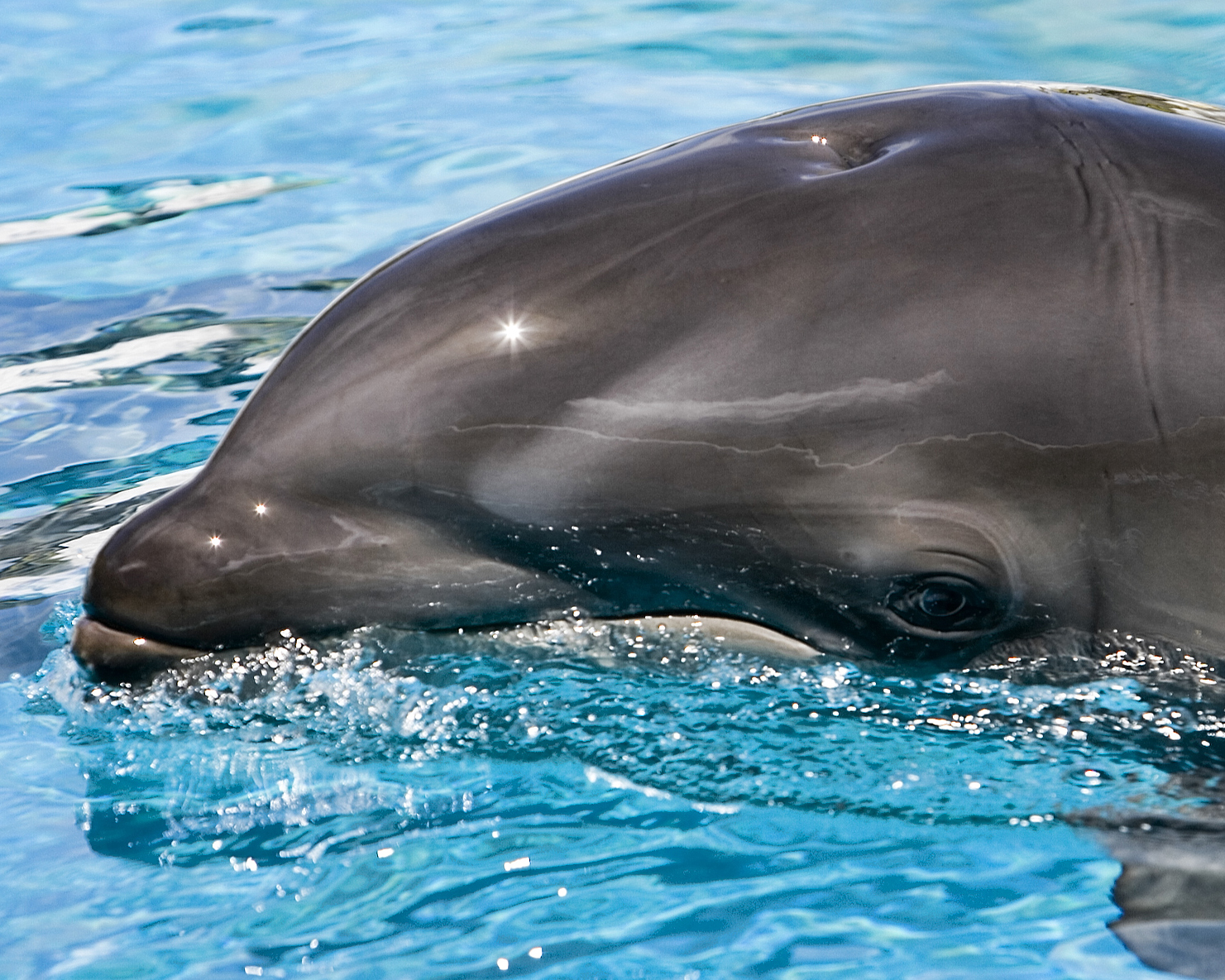
Kawili'Kai, dauphin hybride de 2e génération du Sea Life Park Hawaii.
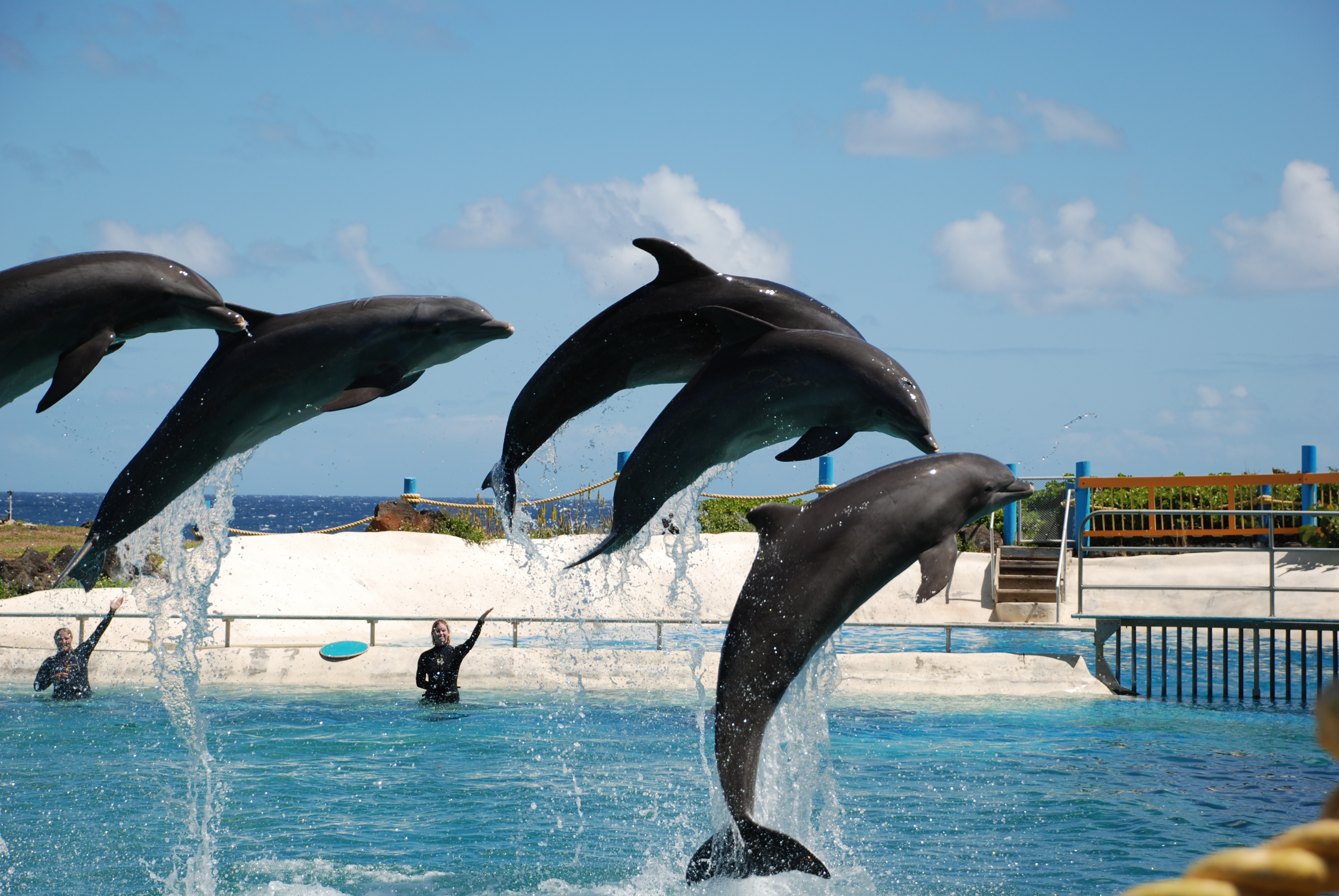
Spectacle de grands dauphins.
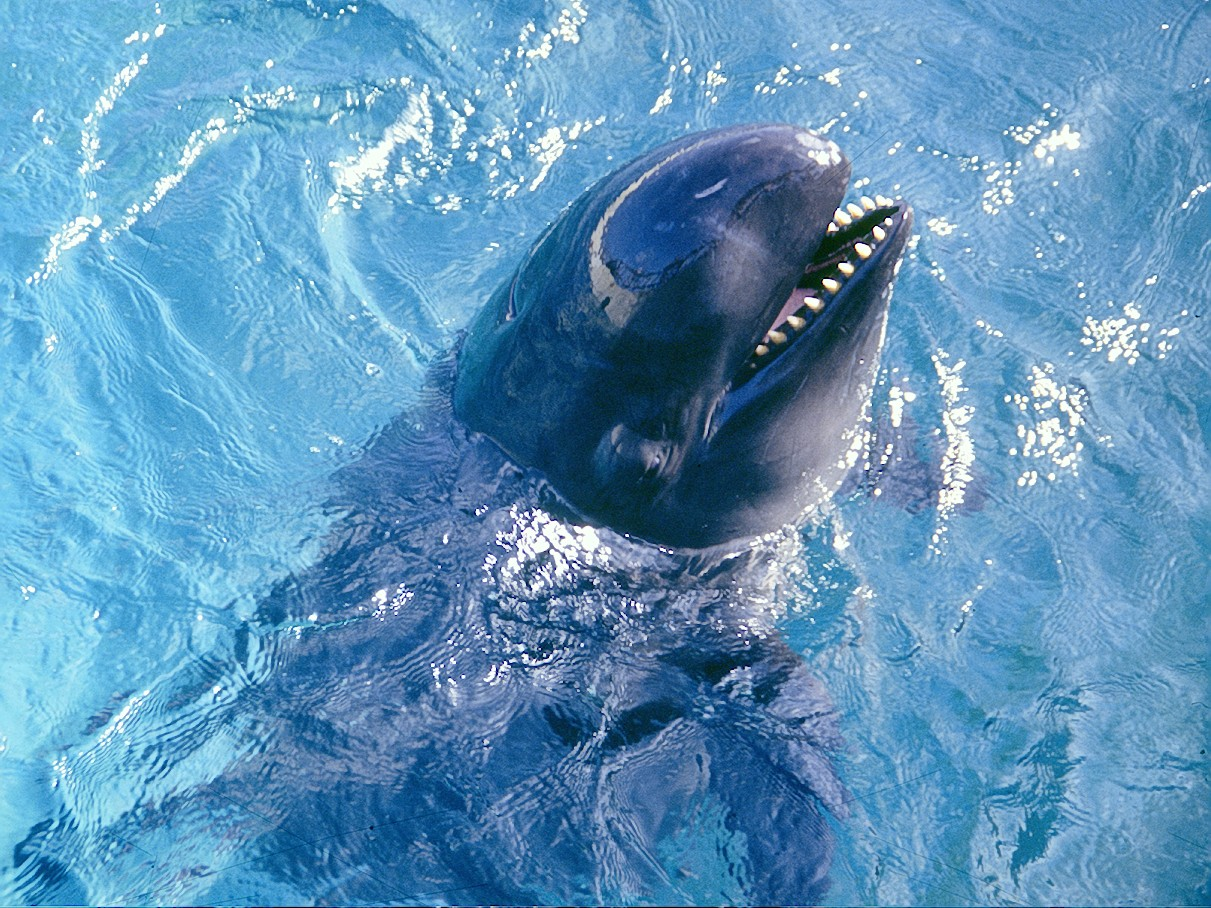
Une fausse orque du parc.

## Activités
Le Sea Life Park Hawaii comprend plusieurs programmes qui permettent aux visiteurs d'interagir directement avec les animaux dans l'eau. Tous les programmes sont exécutés plusieurs fois par jour.
Dolphin Royal Swim Program, Dolphin Swim Adventure, Dolphin Encounter, et Dolphin Aloha permettent aux visiteurs d'interagir directement avec les dauphins, dans l'eau.
Sea Lion Discovery permet aux visiteurs de nager et de jouer avec les lions de mer dans l'eau.
Sea Trek Adventure est une promenade sous-marine dans le bassin de récif hawaïen, entouré par des anguilles, des raies, des tortues de mer et de nombreuses autres espèces du récif.

## Conservation
Le Sea Life Park Hawaii est actif dans plusieurs domaines de la conservation, y compris la réintroduction de jeunes tortues de mer vertes qui ont éclos et grandi dans le parc, plusieurs centaines sont ainsi relâchés chaque année. Le parc a relâché un dauphin à long bec en 1983.